# Яблуко як яблуко
«Яблуко як яблуко» (азерб. «Alma almaya bənzər») — радянська лірична кінокомедія режисера Аріфа Бабаєва, знята у 1975 році на кіностудії «Азербайджанфільм».

## Сюжет
Лірична комедія, що оповідає про те, як старий садівник вивів сорт чарівних яблук без кісточок, що приносять людям щастя.

## У ролях
- Гусейнага Садихов — Надир (дублював Костянтин Тиртов)
- Фазіль Салаєв — Мехті (дублював Володимир Ферапонтов)
- Сафура Ібрагімова — Медіна (дублювала Антоніна Кончакова)
- Гасан Мамедов — Курбан (дублював Валентин Грачов)
- Інара Гулієва — Аїша
- Гаджибаба Багіров — Мамедалі (дублював Юрій Саранцев)
- Фірангіз Аббасова — Гюллю (дублювала Ніна Зорська)
- Джаміль Кулієв — Керімов
- Рауф Гьозалов — Гасан (дублював Валентин Брилєєв)
- Сугра Багір-Заде — телефоністка (дублювала Світлана Швайко)
- Талят Рахманов — працівник міліції (дублював Володимир Протасенко)
- Сергій Філіппов — спец у трьох обличчях
- Ахмед Ахмедов — Хашим (дублював Григорій Шпігель)
- Надир Аскеров — епізод
- Аріф Мадатов — епізод

## Знімальна група
- Режисер — Аріф Бабаєв
- Сценарист — Алла Ахундова
- Оператор — Валерій Керімов
- Композитор — Раміз Мірішлі
- Художник — Фірангіз Курбанова